# Temu
 (транскр.  Тему) је онлајн продавница у власништву кинеског предузећа PDD Holdings. Нуди робу широке потрошње која се углавном испоручује потрошачима директно из Кине.

## Модел пословања
омогућава продавцима из Кине да продају и испоручују директно купцима без потребе да се ослањају на посредничке дистрибутере у земљи одредишта, чинећи производе приступачнијим. Нуди бесплатну робу корисницима који доведу нове кориснике путем кодова партнера, друштвених медија и гамификације. Temu захтева од својих продаваца да понуде своје производе по ценама нижим од оних које се налазе на платформи . Када више продаваца нуди исти производ, Temu овлашћује само онај са најнижом ценом.
Интензивно се оглашавала у мобилним апликацијама и ТВ рекламама, нарочито током Супербола LVIII, што је довело до огромне популарности. Истраживање које је спровео Sensor Tower открило је да су у последњем кварталу 2023. корисници платформе Temu проводили у просеку 23 минута седмично на апликацији, у поређењу са 18 минута на платформи Amazon и 22 минута на платформи .